# 島川未有
島川 未有（しまかわ みゆう、1986年1月19日 - ）は、四国放送のアナウンサー。徳島県徳島市出身。

## 来歴
- 徳島文理高等学校卒業。
- 名古屋大学農学部資源生物環境学科卒業。
- 2008年4月1日、四国放送入社。
- 名古屋大学在学中、2007年度安城ミス七夕に選ばれた。
- 四国放送の地上デジタル放送推進大使を務めていた。

## 人物
- 身長154cm。
- 血液型はO型。
- ポプラと言う愛犬がいる。島川未有のみゆみゆクリニックのホームページで見ることができる。
- 2016年4月結婚。
- 趣味は旅行、ゲーム、海外ドラマ、ホラー映画鑑賞、占い、料理。
- 特技はバレエ、ゴルフ、ドラえもんのモノマネ。
- カップラーメンはお湯を入れてすぐに食べるのが好き

## 出演

### テレビ番組

#### 現在
- ZIP!徳島ローカルパート枠（不定期に担当）
- news every.第1部徳島ローカルパート枠（不定期に担当）
- 徳島新聞ニュース（不定期に担当）
- Jリーグ徳島ヴォルティスホームゲームベンチリポート（DAZN）
- フォーカス徳島（金曜日キャスター・2025年4月4日-）

#### 過去
- フォーカス徳島（物部純子の代役）
- ゆめとくテレビ
- 週刊あわのかわらばん
- 情報ナイト
- ヒルとく情報
- くらしの情報
- 秘密のケンミンSHOW 「辞令は突然に…」（読売テレビ、2015年6月11日）
- 特別番組 戦後70年の阿波おどり～レジェンドたちに愛を込めて～（2015年8月14日、翌15日に再放送）
- 徳島県サッカー少年団大会決勝ベンチリポート
  - 第42回（2015年8月30日）
  - 第43回（2016年8月27日）
- おはようとくしま
- タカガワゴルフ王国2
- ゴジカル!（メインMC）

### ラジオ番組

#### 現在
- バンリク（火曜→水曜→隔週水曜→月曜）
- あわ きらめきびと 人生の扉(2023年4月 -)
- JRTおはようラジオ（不定期に担当）
- JRTラジオ夕刊（不定期に担当）
- 徳島新聞ニュース（不定期に担当）
- 局名告知（オープニング、クロージングともに担当）

#### 過去
- 徳島すぽ～つ倶楽部
- 島川未有のみゆみゆクリニック
- 島川未有のみゆみゆトラベル
- 歌のない歌謡曲(2023年4月 - 9月)
- きかなきゃソンソンアニソン尊！(小玉晋平と週替りで担当)

## 同期入社アナウンサー
- 榎本真也
- 寺島啓太（退社）
- 久下真以子（契約、退社）